# Voice of Silence (film, 2020)
Pour plus de détails, voir Fiche technique et Distribution.
Voice of Silence (hangeul : 소리도 없이 ; RR : Sorido eopsi, litt. « Sans un son ») est un film dramatique sud-coréen écrit et réalisé par Hong Eui-jeong et sorti en 2020 en Corée du Sud. Il est issu d'un scénario ayant été sélectionné dans le top 12 des projets étudiants 2016/2017 de la Biennale de Venise 2016.
Il totalise 400 000 entrées au box-office sud-coréen de 2020.

## Synopsis
Tae-in (Yoo Ah-in), un jeune homme qui ne parle jamais, et Chang-bok (Yoo Jae-myeong), un vieil homme religieux, travaillent comme nettoyeurs pour une organisation criminelle. Un jour, ils reçoivent l'ordre de leur supérieur immédiat de s'occuper pendant deux jours d'une petite fille de onze ans enlevée et appelée Cho-hee. La responsabilité de prendre soin de la fille incombe au muet Tae-in qui vit dans l'arrière-pays avec une sœur plus jeune que Cho-hee. Le supérieur se fait finalement tuer, et le duo ne sait plus quoi faire de la fille.

## Fiche technique
- Titre original : 소리도 없이
- Titre international : Voice of Silence
- Réalisation et scénario : Hong Eui-jeong
- Photographie : Park Jeong-hoon
- Montage : Han Mee-yeon
- Musique : Jang Hyeok-jin et Jang Yong-jin
- Production : Lewis Taewan Kim, Afolabi Kuti, Kim Hyeong-ok et Choi Moon-seok
- Société de production : Lewis Pictures, Broedmachine Productions et Broccoli Pictures
- Société de distribution : Acemaker Movieworks
- Pays d’origine :  Corée du Sud
- Langue originale : coréen
- Format : couleur
- Genre : drame
- Durée : 99 minutes
- Date de sortie :
  -  Corée du Sud : 15 octobre 2020
  -  Taïwan : 30 octobre 2020
  -  Singapour : 5 novembre 2020
  -  Allemagne : 21 novembre 2020 (Festival du film coréen de Francfort)

## Distribution
- Yoo Ah-in : Tae-in
- Yoo Jae-myeong : Chang-bok
- Moon Seung-ah : Cho-hee
- Lee Ga-eun : Moon-ju
- Jo Ha-seok : Jung-han
- Seung Hyung-bae : Joon-cheol
- Im Kang-sung : Yong-seok
- Yoo Sung-joo : Il-gyu
- Kim Ja-yeong : Myeong-hee
- Seo Dong-soo : Young-mook
- Kim Han-na[2] : Han-sol
- Lee Hae-woon

## Production

### Développement
En 2016, il est annoncé que le réalisateur Hong Eui-jeong et le producteur Afolabi Kuti, gagnant d'un BAFTA, de Broedmachine, envisagent de collaborer à la production du scénario de Hong qui avait été sélectionné comme l'un des 12 meilleurs projets Collège-Cinema 2016/2017 lors de la Biennale de Venise 2016, et présélectionné pour Sundance (en) Screenwriters Lab (sous le titre de travail Without A Trace). En 2019, Lewis Pictures et Broccoli Pictures se joignent à la production et Acemaker Movieworks prend en charge la distribution.

### Distribution
Le 3 juin 2019, Yoo Ah-in et Yoo Jae-myeong sont annoncés dans le film,, suivi par deux acteurs enfants, Moon Seung-ah et Lee Ga-eun, après des auditions.

### Tournage
La lecture du scénario a lieu le 19 juillet 2019,. Le tournage commence le 29 juillet 2019 et a lieu au Gyeonggi et au Gangwon pendant moins de deux mois, pour se terminer le 12 septembre,.

## Sortie
Voice of Silence sort dans les cinémas sud-coréens le 15 octobre 2020. Il avait déjà été projeté au Marché du film virtuel du Festival de Cannes en juin 2020. Il sort également à Taïwan, Singapour et en Indonésie,,.

## Accueil

### Box-office
Le jour de sa sortie en Corée du Sud, Voice of Silence attire près de 16 000 téléspectateurs, prenant 31,1% du box-office et prenant également la première place au box-office à Pawn. Durant son premier week-end, Voice of Silence attire 220 395 spectateurs, s'assurant la première place au box-office,. Voice of Silence devient le plus gros succès pour un film indépendant de l'après pandémie de Covid-19 en Corée du Sud. Il attire finalement 402 965 spectateurs dans son pays d'origine.

### Critique
Sur le site coréen Naver, le film obtient une note du public de 7,94.
Rouven Linnarz dans Asian Movie Pulse le considère comme un « mélange fascinant et passionnant de drame et de thriller », et écrit « Hong Eui-jeong a créé une œuvre ambitieuse, dont la distribution et l'esthétique ne sont que deux aspects d'une histoire qui offre un sous-texte social riche mais aussi sombre ». Tyler Colosimo de The Movie Beat écrit que « Voice of Silence de Hong Eui-jeon apporte une nouvelle perspective dans les coulisses du genre criminel qui explore le côté souvent inconnu et invisible de la criminalité. Avec d'excellentes performances et un drame intrigant raconté à travers un voile finement conçu de comédie noire, Voice of Silence se distingue comme l'un des meilleurs films coréens de l'année »

## Prix et nominations
| Prix                                      | Catégorie                    | Récipiendaire    | Issue      | Ref.   |
| ----------------------------------------- | ---------------------------- | ---------------- | ---------- | ------ |
| Prix Cine21 2020                          | Meilleur acteur              | Yoo Ah-in        | Lauréat    | [ 25 ] |
| 41e cérémonie des Blue Dragon Film Awards | Meilleur film                | Voice of Silence | En attente | [ 26 ] |
| 41e cérémonie des Blue Dragon Film Awards | Meilleur acteur principal    | Yoo Ah-in        | En attente | [ 26 ] |
| 41e cérémonie des Blue Dragon Film Awards | Meilleur scénario            | Hong Eui-jeong   | En attente | [ 26 ] |
| 41e cérémonie des Blue Dragon Film Awards | Meilleur nouveau réalisateur | Hong Eui-jeong   | En attente | [ 26 ] |